# West Frankfort
West Frankfort è un comune degli Stati Uniti d'America, situato nello Stato dell'Illinois, nella contea di Franklin.